# Claude Crétier
Claude Crétier (ur. 14 maja 1977 w Bourg-Saint-Maurice) – francuski narciarz alpejski. Zajął 5. miejsce w zjeździe na igrzyskach w Salt Lake City w 2002 r. Zajął też 9. miejsce w gigancie na mistrzostwach świata w Vail w 1999 r. Najlepsze wyniki w Pucharze Świata osiągnął w sezonie 2001/2002, kiedy to zajął 41. miejsce w klasyfikacji generalnej.

## Sukcesy

### Puchar Świata

#### Miejsca w klasyfikacji generalnej
- 1998/1999 – 105.
- 1999/2000 – 62.
- 2000/2001 – 69.
- 2001/2002 – 41.
- 2002/2003 – 84.
- 2003/2004 – 143.
- 2004/2005 – 146.

#### Miejsca na podium
1. Kvitfjell – 2 marca 2002 (zjazd) – 2. miejsce